# ماسي (إيطاليا)
ماسي (بالإيطالية: Masi)‏ هي بلدية في مقاطعة باذوة، في فنيتة بشمال شرق إيطاليا، وتقع على بعد 70 كيلومترًا (43 ميلًا) جنوب غرب مدينة البندقية و45 كيلومترًا (28 ميلًا) جنوب غرب باذوة.